# Ґун (титул)
Ґун (кит.: 公; піньїнь: Gōng) — шляхетський титул в традиційному Китаї. Вважався нижче вана, але вище хоу. Перший  в системі п'яти титулів. Відповідає європейському «князь». Надавався вихідцям з імператорських або ванських родин, а також найбільш заслуженим хоу.